# Lee Ok-sung
Lee Ok-sung, auch Lee Ok-seong (* 7. Februar 1981 in Jinju) ist ein ehemaliger südkoreanischer Boxer. Er wurde 2005 Weltmeister im Fliegengewicht.

## Karriere
Der 1,72 m große Fliegengewichtler (48 bis 51 kg) gewann im September 2005 die 23. Asienmeisterschaften in Ho-Chi-Minh-Stadt. Er schlug dabei im Finale den Pakistaner Nauman Karim (24:10), Bronzemedaillengewinner der WM 2003. Daraufhin startete er bei den 13. Weltmeisterschaften in Mianyang, wo er sich in der Vorrunde gegen Igor Samolenko aus Moldawien (30:20), im Achtelfinale gegen Nikolos Isoria aus Georgien (26:17), im Viertelfinale gegen Anwar Junussow aus Tadschikistan (15:9), im Halbfinale gegen Rau’Shee Warren aus den USA (44:27) und im Finale gegen Andry Laffita aus Kuba (33:22) durchsetzen konnte und die Goldmedaille gewann. Er wurde damit auch der erste südkoreanische Amateur-Boxweltmeister seit 19 Jahren.
2008 startete er bei der asiatischen Olympiaqualifikation in Thailand, wo er die Starter aus Laos, Kirgisistan, Usbekistan und China besiegen konnte und ins Finale einzog. Dort verlor er schließlich gegen Anwar Junussow, den er bei der WM 2005 besiegt hatte. Durch den zweiten Platz erhielt er eine Startberechtigung für die Olympischen Sommerspiele 2008 in Peking. Dabei konnte er sich im ersten Kampf erneut gegen den Amerikaner Rau’Shee Warren (9:8) durchsetzen, schied jedoch im Achtelfinale gegen den Tunesier Walid Cherif aus (5:11) und erreichte damit Platz 9.